# Jordi Fluviá Poyatos
Jordi Fluviá Poyatos, nació en Tordera, Provincia de Barcelona el 31 de agosto de 1984. Es un maestro internacional de ajedrez español. Su hermano es el maestro internacional Joan Fluviá Poyatos.

## Resultados destacados en competición
Fue una vez subcampeón de Cataluña de ajedrez, en el año 2008.
Comenzó a destacar en los campeonatos por edades, ha sido campeón de España en los campeonatos sub-12 del año 1996, sub-14 del año 1998, sub-16 del año 2000.
Ganó también otros campeonatos a nivel regional de Cataluña, en el año 1998, campeón infantil, y en los años 2000, 2003 y 2004, campeón de Cataluña juvenil y en 2002 el subcampeonato.
Ganó también otros campeonatos a nivel provincia de Gerona, en el año 2002, campeón provincial, y en los años 2003 y 2004, subcampeón.
Fue subcampeón del Abierto Internacional ciudad de Bañolas en el año 2005, por detrás de Harmen Jonkman.